# Castel Rundegg
Castel Rundegg (in tedesco Schloss Rundegg) è un castello che si trova a Maia Alta nel comune di Merano.
Il suo nucleo originario risale al XIV secolo, quando era costituito da una semplice casatorre.
Nel XVII secolo fu soggetto a una estesa ristrutturazione che lo trasformò da spartano edificio medievale in residenza patrizia. La torre fu coperta da un tetto e l'edificio principale fu esteso aggiungendo torrette laterali, giardini e un muro merlato esterno che racchiudeva la proprietà.
Nel 1978 fu trasformato in un hotel di lusso con una delle prime beauty farm d'Italia. L'albergo è tuttora in attività e spesso vengono organizzati nel castello anche concerti e altri eventi culturali.